# Фалковиці (Малопольське воєводство)
Фалковиці (пол. Fałkowice) — село в Польщі, у гміні Ґдув Велицького повіту Малопольського воєводства.
Населення — 462 особи (2011).

## Демографія
Демографічна структура станом на 31 березня 2011 року:
|          | Загалом | Допрацездатний вік | Працездатний вік | Постпрацездатний вік |
| -------- | ------- | ------------------ | ---------------- | -------------------- |
| Чоловіки | 225     | 52                 | 157              | 16                   |
| Жінки    | 237     | 61                 | 133              | 43                   |
| Разом    | 462     | 113                | 290              | 59                   |